# Kriva Feja
Kriva Feja (en serbe cyrillique : Крива Феја) est un village de Serbie situé dans la municipalité urbaine de Vranjska Banja et sur le territoire de la Ville de Vranje, district de Pčinja. Au recensement de 2011, il comptait 587 habitants.

## Démographie

### Évolution historique de la population
| 1948  | 1953  | 1961  | 1971  | 1981  | 1991  | 2002 | 2011 |
| ----- | ----- | ----- | ----- | ----- | ----- | ---- | ---- |
| 1 708 | 1 785 | 1 779 | 1 823 | 1 594 | 1 223 | 870  | 587  |

|  |